# Glasgow Challenger
Il Glasgow Challenger, noto anche come Lexus Glasgow Challenger per ragioni di sponsorizzazione, è un torneo professionistico maschile di tennis che fa parte dell'ATP Challenger Tour. È stato inaugurato nel 2024 sui campi indoor in cemento del Glasgow Club Scotstoun nella città scozzese di Glasgow, nel Regno Unito.

## Albo d'oro

### Singolare
| Anno | Vincitore           | Finalista        | Punteggio     |
| ---- | ------------------- | ---------------- | ------------- |
| 2025 | Nicolai Budkov Kjær | Viktor Durasovic | 6–4, 6–3      |
| 2024 | Clément Chidekh     | Paul Jubb        | 0–6, 6–4, 6–1 |

### Doppio
| Anno | Vincitori                     | Finalisti                  | Punteggio         |
| ---- | ----------------------------- | -------------------------- | ----------------- |
| 2025 | Daniel Cukierman Joshua Paris | Vasil Kirkov Marcus Willis | 5–7, 6–4, [12–10] |
| 2024 | Scott Duncan Marcus Willis    | Kyle Edmund Henry Searle   | 6–3, 6–2          |